# Tři zlaté vlasy děda Vševěda (film, 1963)
Tři zlaté vlasy děda Vševěda je česká filmová pohádka z roku 1963 režiséra Jana Valáška. Jedná se o jeden z několika filmových přepisů pohádky Karla Jaromíra Erbena Tři zlaté vlasy děda Vševěda.

## Děj
Chudému uhlířovi se narodil syn zrovna v den, kdy u něj v lese přespával král, který zabloudil v lese. Tři sudičky však Plaváčkovi při jeho narození předpověděly, že si vezme za ženu princeznu, dceru krále, co spí nahoře na seně a která se právě dnes také narodila. Uhlířova žena však při porodu zemřela. Aby zabránil zlé sudbě, poručí sloužícimu aby šel za uhlířem, osiřelé dítě od něj koupil a potom utopil v řece. Služebník dítě vzal, vložil do košíku a hodil do řeky. Dítě se ale neutopilo a plavalo v košíku po řece, kde jej náhodou vylovil chudý rybář. Rybář dítě vzal a odnesl je své ženě, která toužila mít syna, takže nalezence vychovala jako by byl její vlastní, dítěti dali jméno Plaváček. Z chlapce urostl krásný a švarný jinoch. Jednoho dne se náhodou u rybáře objevil král a zjistil, že se dítě podle jeho rozkazu neutopilo. Proto si vyžádal Plaváčka do služby. Vyslal Plaváčka s osobním poselstvím, ve kterém bylo uvedeno, aby Plaváčka jako nepřítele ihned zabili. Hodná kmotřička sudička však králův dopis v noci Plaváčkovi vyměnila za jiný, kde bylo uvedeno, že král přikazuje aby se Plaváček oženil s jeho dcerou. Když to rozzlobený král zjistil, vyslal Plaváčka na dalekou cestu k dědu Vševědovi.

## Hrají
- Radovan Lukavský (král)
- Alfred Strejček (Plaváček)
- Jana Kasanová (princezna Zlatovláska)
- Hana Kreihanslová (královna)
- Václav Lohniský (lovčí)
- Bohuš Záhorský (rybář)
- Otomar Krejča (převozník)
- Vilém Besser (uhlíř)
- František Smolík (slepý stařec)
- Jarmila Kurandová (sudička)
- Marie Brožová (sudička)
- Elena Hálková (sudička)
- Zdeněk Štěpánek (děd Vševěd)
- Tomáš Hádl (chlapec)
- Václav Voska (vypravěč - pouze hlas)